# United States Patent and Trademark Office
United States Patent and Trademark Office (förkortning: USPTO) är en amerikansk federal myndighet med ansvar för registrering och utfärdande av patent och varumärken i USA.

## Bakgrund
USPTO bildades 1952 genom lag stiftad av USA:s kongress och ingår organisatoriskt i USA:s handelsdepartement. USPTO har sitt huvudkontor beläget i Alexandria, Virginia i Washingtons storstadsområde.
USPTO fungerar även som rådgivande expertmyndighet i frågor som rör immaterialrätt till USA:s president och USA:s handelsminister.

## Överklaganden
Beslut i patentärenden från USPTO kan överklagas till Patent Trial and Appeal Board (PTAB). Beslut från Patent Trial and Appeal Board kan i sin tur överklagas till United States Court of Appeals for the Federal Circuit.
Beslut i varumärkesärenden överklagas till Trademark Trial and Appeal Board (TTAB). Dessa beslut kan överklagas till United States Court of Appeals for the Federal Circuit.